# Slovanska osamosvojena narečja
Slovanska osamosvojena narečja ali slovanski mikrojeziki so slovanska narečja, ki so se ločila od slovanskih samostojnih jezikov. Izraz slovanski mikrojeziki je uvedel ruski jezikoslovec Aleksander Dimitrijevč Duličenko.

## Posebnosti osamosvojenih narečij
Za razliko od ostalih narečij so osamosvojena narečja bolj prodorna in težijo k razvoju standariziranih norm, kar pomeni obogatitev besednega zaklada ter bolj sistematično, kodificirano slovnico, pogosto preko uporabe literarnih in jezikovnih tradicij tujih narečij. Literarni in jezikovni proces osamosvojenega narečja je torej načrten in tako predvideva njegovo standardizacijo ter nadaljnji razvoj. 
Zaradi povečevanja razlik med osamosvojenim narečjem in matičnim jezikom lahko prvo postane posebni jezik: primer tega je luksemburščina, ki je bila izvorno narečje nemškega jezika.
Obstoj in uporaba osamosvojenega narečja je lahko tudi politično vprašanje v smislu odcepitve od matične države, zato taka narečja ponekod niso oz. niso bila priznana. V SFRJ so regionalne jezike zatirali, podobno je bilo tudi v Sovjetski zvezi, kjer so bile prisotne stare nacionalistne dogme o enotni stari ruščini, ki naj bi bila mati vseh slovanskih jezikov. Pozneje se je izkazalo, da je npr. stara novgorodščina bila dokaj različna od ruščine.

## Osamosvojena slovanska narečja
Znan primer osamosvojenega narečja v Sloveniji je prekmurščina na območju med Muro in Rabo. Za prekmurščino je izraz osamosvojeno narečje prvi uporabil Avgust Pavel. Prekmurski knjižni jezik je bil v uporabi do leta 1945 v Prekmurju, danes pa porabsko različico tega jezika uporabljajo samo še v Porabju. Nekateri prekmurski in porabski pisatelji, kot sta Feri Lainšček in Francek Mukič, še danes pišejo v tem narečju.  
Hrvaška manjšina na Gradiščanskem v Avstriji in v Železni županiji na Madžarskem govori gradiščanščino, katere izoblikovanje je bilo podobno kot pri prekmurščini. Na Hrvaškem predstavljata večji osamosvojeni narečji kajkavščina in čakavščina. Čakavščina je bila prva hrvaška knjižna norma v državi, pozneje pa je vlogo administrativnega in knjižnega jezika prevzel kajkavskohrvaški jezik zaradi lege glavnega mesta Zagreb v kajkavski regiji.
Katoliški Bolgari v Srbiji in Romuniji, ki so nekdaj bili pod madžarsko oblastjo, govorijo banatsko bolgarščino. Glavni razlog za odcepitev banatskega jezika od knjižno bolgarščino je bil verske narave, saj je veroizpoved Bolgarov povečini pravoslavna.
Ostala osamosvojena narečja so še moliščina in krašovščina (hrvaški različici v Srednji Italiji in v Romuniji), rezijanščina (slovenska različica v Italiji), vzhodna slovaščina, laščina, lemkovščina?, zahodnopoleščina, itn.
Bunjevščine in šokaščine se ne more uvrščati med osamosvojena narečja zaradi spornega statusa.